# فاروق كمون
فاروق كمون (مواليد 20 أكتوبر 1946) عالم كمبيوتر تونسي وأستاذ لعلوم الكمبيوتر في المدرسة الوطنية لعلوم الإعلامية بجامعة منوبة بتونس. ساهم في بداية السبعينيات في إجراء أبحاث مهمة في مجال شبكات الكمبيوتر فيما يتعلق بشبكة أربانت. وهو أيضًا أحد رواد تطوير الإنترنت في تونس في أوائل التسعينيات.

## سيرته
تحصل فاروق كمون على شهادة في الهندسة من المدرسة العليا للكهرباء (فرنسا) عام 1970 أثناء بدايات تعليم علوم الكمبيوتر في فرنسا. حصل على منحة للدراسة في جامعة جامعة كاليفورنيا (لوس أنجلوس) حيث حصل على درجة الماجستير عام 1972 ثم الدكتوراه بعد أربع سنوات. أشرف على أطروحة الدكتوراه ليونارد كلينروك أحد الآباء المؤسسين لشبكة أربانت التي ستصبح إنترنت بعد بضع سنوات. طور مع مشرف أطروحته بروتوكولات توجيه هرمية للشبكات الكبيرة.